# Čvorak
Čvorak (lat. Sturnus vulgaris) je najrasprostranjenija i najčešća vrsta iz porodice čvoraka (Sturnidae) u Euroaziji. Ljudi su ih naselili i na drugim kontinentima (čvorci su uneseni u SAD 1890. puštanjem na slobodu 100 jedinki u New Yorku. Danas milijuni čvoraka nastanjuju SAD i Kanadu), i jedna su od najčešćih ptica na svijetu.

## Izgled
Tijelo čvoraka je dugo između 19 i 22 cm, i nešto je manji od kosova. Imaju značajno kraći rep od kosova, a u letu im krila izgledaju šiljasto trokutasta. Mužjaci su s prosječno 81 gram nešto teži od prosječnih ženki, koja ima oko 76 grama.
Obično ruho čvorka su pera crnkaste boje s metalično zelenim do purpurnim sjajem, a vrhovi su bijeli do bež boje. Zbog tih vrhova cijelo tijelo izgleda prošarano svijetlim točkama. Perje krila i repa je crno-smeđe oivičeno svijetlo smeđim, a dio perja na krilima ima i obrub s metalnim odsjajem. Svadbeno ruho se razvija u proljeće gubitkom svijetlih obruba perja, pa cijelo tijelo postaje jednobojno crnkasto s metalnim odsjajem. Kljun im je u običnom ruhu crnkast, a u svadbenom žut. Noge su im crvenosmeđe, a šarenice tamno smeđe. Razlike između spolova su malene. Ženke imaju nešto manje intenzivan metalni odsjaj od mužjaka, a one niti u svadbenom ruhu rijetko gube točkasti izgled. Boja uz korijen donjeg dijela kljuna je kod mužjaka u svadbenom ruhu plavosiva, a kod ženki bjelkasta.
Mladunci po napuštanju gnijezda nemaju metalni odsjaj, tijelo im je zemljanosmeđe, i samo na grlu bjelkasto. Noge su im tamno smeđe, a kljun smeđ i bez sjaja.

## Glasanje
Čvorci cijelu godinu "pjevaju", najčešće stajaći na nekom istaknutom mjestu, a u vrijeme sjedenja na jajima u neposrednoj blizini šupljine s gnijezdom. Dok intenzivno pjevaju, kostriješe perje, i lepršaju ispruženim krilima. Čvorak je poznat po sposobnosti imitiranja drugih životinjskih glasova. Dugotrajan, isprekidan pjev čvorka sastoji se od velikog broja uzdižućih ili padajućih različitih zvukova koji mogu podsjećati na zvižduke, zvečanje, šištanje kao i imitaciju raznih drugih životinjskih ili tehničkih zvukova. Često imitiraju glasanje ptica iz svoje okoline, čak i grabljivica, ali i lajanje pasa, zvuk kosilice ili u novije vrijeme mobitela. Glasovi upozorenja su ovisni o vrsti ugroze. Za opasnost iz zraka upozoravaju oštrim, kratkim i višekratno brzo jedan za drugim glasanjem "špett, špett", a za opasnost s tla ponavljajućim, dugim "brrrrrrt" ili "črrrr".

## Rasprostranjenost
Čvorci žive u borealnom i umjerenom području sve od sjevernih granica Mediterana Europe i Azije te od Islanda i Norveške do središnjeg Sibira, otprilike do Bajkala. Najsjevernija granica rasprostranjenosti čvoraka u Europi je sjever Norveške i poluotok Kola, istočno od toga sjever Urala, a zatim se spušta do oko 60° sjeverne dužine. Južna granica prolazi Europom kroz sjevernu Španjolsku, jugom Francuske, Italije i Hrvatske do sjevera Grčke. U Aziji granica prolazi Turskom, sjeverom Iraka i Irana, Afganistana, Pakistana i sjeverozapadom Indije sve do sjeverozapada Mongolije. Pored toga, čvorci su naselili jugozapad Afrike, Novi Zeland, Australiju i Sjevernu Ameriku. Danas Sjevernu Ameriku nastanjuje sve od arktičke Kanade do suptropskih dijelova Meksika.
U Europi, na područjima gdje živi, nastanjuje sva staništa. Iznimka su zatvorene velike površine šuma, velika poljoprivredna područja bez drveća ili grmlja, kao i područja viša od 1500 m/nm. Žive i u gradovima, sve do najužeg centra. Najveća gustoća je u područjima s grupama drveća u kojima postoje duplje a imaju u blizini i zelene površine gdje mogu naći hranu.

## Sistematika
Podjela čvorka na podvrste je sporna. Razlikovanje se zasniva gotovo jedino na neznatnim razlikama u težini i metalnog odsjaja pojedinih skupina perja. U prirodi ih je gotovo nemoguće razlikovati.

## Razmnožavanje
Čvorak gradi malo neuredno gnijezdo od suhog lišća, grančica, travki, slame, korijenja, dlake, vune i perja u najrazličitijim vrstama šupljina. Pretežu duplje u stablima, ali i pukotine u stijenama, no prihvaćaju i kućice za ptice u gradovima, kao i različite šupljine na zgradama svih vrsta.
Čvorci žive u paru u vrijeme gniježđenja i podizanja mladih. Mužjaci mogu biti monogamni, no često se spare s nekoliko ženki (simultana poliginija), ili se za sljedeće parenje u sezoni spare s drugim ženkama (sukcesivna poliginija). Prvo leglo u sezoni je u srednjoj Europi vrlo sinkronizirano između 10. i 30. travnja. Jaja su jednobojna, svjetlo zelena do svjetlo plava, prosječne težine od 6,6 grama a velika su 31 x 21 mm. Leglo ima 4 do 8 jaja na kojima ptice leže 11 do 13 dana, a ptići izlijeću iz gnijezda nakon 17 do 21 dana. Većina mladunaca u srednjoj Europi napušta gnijezda između 20. svibnja i 10. lipnja. Drugo leglo mladunci napuštaju sredinom pa do kraja srpnja.

## Hrana
Općenito, čvorak je svežder. No, ovisno o godišnjem dobu, glavna hrana je različita. U proljeće i rano ljeto, hrane se prije svega beskralježnjacima koji žive na tlu, i to kukcima, ali i kišnim glistama i malim puževima. Nakon toga, u prehrani preteže voće i razne bobice. Pored toga, koriste i ljudske otpatke u naseljima i smetlišta.

## Selidba
Zavisno o području gdje se pare i podižu mladunce, čvorci se ponašaju na sva tri načina: negdje su stanarice, na drugim područjima skitalice, dok su drugdje prave selice. A osim pravih selica, ova druga dva oblika ponašanja ne slijedi cijela populacija čvoraka nekog područja. Tako su čvorci u Velikoj Britaniji i Irskoj gotovo u pravilu stanarice. U Belgiji između 50 i 70% populacije ne napušta zemlju gdje se gnijezdi, dok u Nizozemskoj ostaje samo oko 20% populacije, a 80% prezimljuje u Engleskoj, Belgiji i sjevernoj Francuskoj na udaljenosti od oko 500 km. Srednjoeuropska populacija je djelomična selica, tu je udio populacije koja ostaje u ljetnom staništu između 2,5 % i 8 %. Prema sjeveru i istoku, sve jedinke populacije napuštaju ljetna staništa. U jesen gotovo svi čvorci Skandinavije, Finske, istočne Poljske, sjevera Ukrajine i Sibira napuštaju ljetna staništa.
Udaljenosti između ljetnih i zimskih staništa srednjoeuropskih populacija čvoraka su između 1.000 i 2.000 km. Veći dio ove populacije prezimljuje u području Sredozemlja i sjeverozapadne Afrike, kao i uz zapadne obale Europe.
Između sredine lipnja i početka kolovoza mladunci populacije sa sjeveroistoka kreću na takozvanu međuselidbu. Pravac ovog dijela selidbe je uglavnom isti kao i pravac selidbe odraslih ptica prema zimovalištima. Selidba mladunaca se prekida zbog potpunog mitarenja. Početkom rujna počinje prava selidba koja vrhunac doseže sredinom listopada, i potpuno je dovršena krajem studenog. Povratak počinje u veljači, i krajem ožujka je dovršena u srednjoj Europi, a na sjeveru Europe krajem svibnja.

## Ponašanje

### Socijalno ponašanje
Čvorci su izraženo društvene ptice. Cijelu godinu se kreću u grupama, a dijelom i u vrlo velikim jatima. Jedino na mjestu gdje je gnijezdo ponašaju se teritorijalno, no i to se odnosi samo na oko 10 metara od gnijezda, ali ne i na hranilišta koja isto koriste u grupama. Ptice koje se ne gnijezde i u tom razdoblju nastavljaju živjeti u skupinama. Mladunci koji su od sredine svibnja samostalni, odmah se okupljaju u jata, koja se u hranidbenim područjima koncentriraju. U vrijeme međuselidbe mladunaca (vidi poglavlje o selidbi) jata se povećavaju i dosežu maksimum sredinom srpnja.
Noću ptice i spavaju zajedno. Za spavanje biraju prije svega velika područja obrasla trskom, ali to mogu biti i šumarci ili tlo obraslo gustim grmljem. Često spavaju i u centru gradova. Tako se noću na Berlinskoj katedrali okuplja oko 40.000 jedinki čvoraka. U zimovalištima na takvim zajedničkim prenoćištima može se okupiti i više od milijun jedinki. Predvečer se okupljaju na uzvišenijim mjestima i od tamo u čvrstoj skupini odlijeću zajedno na prenoćišta. Manje skupine pri tome lete nisko, dok velika jata s više tisuća jedinki nad mjestom gdje će noćiti oblikuju čitav oblak, iz kojeg se spuštaju spiralno, tako da iz daljine jako podsjećaju na tornado.

### Neprijatelji
Vremenski snažno sinkronizirano gniježdenje, okupljanje u jato čim postanu samostalni i način života u skupini cijelu godinu uključujući i spavanje u grupi služe značajnim dijelom izbjegavanju predatora. Iako velika jata privlače predatore, opasnost za pojedinu pticu je bitno manja u velikoj skupini. Spektakularno je sinkronizirano kretanje velikog jata kod približavanja predatora u letu. Jato se, slično kao kod nekih riba, trenutno zbija u oblik gotovo jednak kugli, i zatim pulsira ili leluja poput valova. To služi prije svega da onemogući ili oteža predatoru odabir jedne jedinke.

### Potraga za hranom
Hranu traže pretežno na tlu, skupljajući sve sitne beskralježnjake koje nađu i iskljucaju iz mekog tla. Za razliku od kosova, na tlu se kreću hodanjem, a ne skakutanjem. Često se kreću zajedno sa stokom koja pase, a njihova leđa koriste kao mjesto s kojeg imaju dobar pregled nad okolicom. Pored toga, čvorci traže hranu i u višoj vegetaciji, skupljajući gusjenice i druge beskralježnjake, ili kljucajući voće. Kukce koji lete sačekuju na nekom povišenom mjestu i love ih leteći, a ako je skupina veća, ustrajnim letom ih prati i lovi.

## Razvoj populacije
Najkasnije od sredine 19. stoljeća ukupna europska populacija čvoraka je značajno povećana. Kao rezultat tog povećanja, čvorci su bitno raširili područje naseljavanja prema istoku i sjeveru. To povećanje nastavljeno je do oko sredine 20. stoljeća. Smatra se, da su razlozi tog povećanja bili blaga klima, veliko povećanje zelenih površina kultiviranjem i odvodnjavanjem močvara, širenjem plantaža voća, vinograda i maslinika, kao i povećanje plodnosti tla gnojenjem. Ovi čimbenici doveli su do boljih mogućnosti ishrane kako u područjima gniježđenja, tako i u zimovalištima.
Nakon otprilike 60tih godina prošlog stoljeća dolazi do značajnog smanjenja ukupne populacije u sjeverozapadnoj i sjevernoj Europi.

## Vanjske poveznice

### Ostali projekti
|  | Zajednički poslužitelj ima stranicu o temi Čvorak  |
|  | Wikivrste imaju podatke o taksonu Sturnus vulgaris |